# IC 1516
IC 1516 est une vaste galaxie spirale (particulière) située dans la constellation des Poissons. Sa vitesse par rapport au fond diffus cosmologique est de 6 919 ± 25 km/s, ce qui correspond à une distance de Hubble de 102,1 ± 7,2 Mpc (∼333 millions d'al). IC 1516 a été découverte par l'astronome américain Lewis Swift en 1891 ?.
La classe de luminosité d'IC 1516 est II-III et elle présente une large raie HI.
En raison d'une brillance de surface égale à 14,1 mag/am2, on peut qualifier IC 1516 de galaxie à faible brillance de surface (LSB en anglais pour low surface brightness). Les galaxies LSB sont des galaxies diffuses (D) avec une brillance de surface inférieure de moins d'une magnitude à celle du ciel nocturne ambiant.
IC 1516 forme une paire de galaxies avec sa voisine IC 1515. Il s'agit là sans doute d'une paire purement optique, IC 1515 étant située plus proche de nous à une distance de 93,17 ± 6,53 Mpc (∼304 millions d'al).

## Galaxie compagnon?
IC 1516 forme aussi probablement une autre paire de galaxies avec PGC 1131052, une petite galaxie d'une envergure d'environ 7,48 kpc (∼24 400 al) et située à 104,18 ± 7,31 Mpc (∼340 millions d'al),.

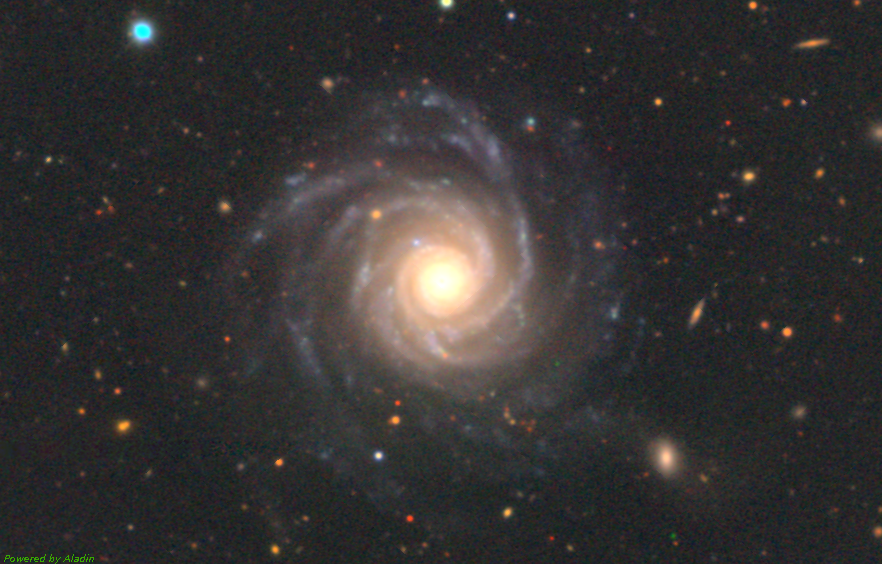
Autre image d'IC 1516 par le relevé optique et proche-infrarouge DES. La petite galaxie amorphe située en bas à droite de l'image est PGC 1131052.